# 조석 (만화가)
조석(趙奭  1983년 5월 30일~)은 대한민국의 만화가이다. 동암고등학교를 졸업하고 전주대학교 영상만화학과를 중퇴했으며, 2006년 네이버 웹툰 《마음의소리》로 데뷔하며 큰 인기를 끌었다. 2007년에 네 권의 단행본이 출간되었다.

## 학력
- 동암고등학교 졸업
- 전주대학교 영상만화학과 중퇴

## 연재 웹툰
- 2006년 마음의 소리[2][3]
- 2007년 구석구석캠페인
- 2008년 사설김치찌개사무소
- 2008년 취업의소리
- 2009년 하하하 만화세상, 백투스쿨, 만화가를 만나다, 노무현 대통령 추모웹툰, N의등대-busted
- 2010년 길창덕 화백 추모웹툰, 스마트리포트
- 2011년 웹툰&뮤직, 탭툰
- 2012년 자율공상축구탐구만화, 네이버 앱피소드
- 2013년 조의 영역
- 2014년 풋볼 데이브레이커
- 2015년 조석축구만화
- 2016년 문유
- 2016년 밀가루 침공
- 2019년 행성인간
- 2020년 후기
- 2021년 묵시의 인플루언서
- 2023년 마음의소리2

## TV 출연
- 유 퀴즈 온 더 블럭 - 직업의 세계편